# Menongo
Menongo is een bestuurslaag in het regentschap Lamongan van de provincie Oost-Java, Indonesië. Menongo telt 3092 inwoners (volkstelling 2010).